# 朱載址
永豐長子朱載址（1517年12月12日—1565年8月12日），號東陽，明朝淮藩永豐王長子，永豐安僖王朱厚炢的庶長子。

## 生平
正德十二年十一月二十九日（1517年12月12日）生。初封輔國將軍。嘉靖二十五年（1546年），進封鎮國將軍。嫡母方氏卒後，進封永豐長子。嘉靖四十一年（1562年），永豐安僖王朱厚炢去世。
嘉靖四十四年七月十七日（1565年8月12日），朱載址未及襲爵即去世，享年四十九歲。十年後的萬曆三年（1575年），庶長子朱翊鈠襲爵。

## 家庭

### 妻
- 吳氏，南昌吳靜女，封夫人，享年三十二歲。

### 妾
- 林氏，生朱翊鈠。
- 陳氏，生朱翊鐳、南屏郡君、淞江郡君。
- 張氏，生庶三女。

### 子
- 庶長子：輔國將軍→永豐王長孫→永豐莊裕王朱翊鈠
- 庶次子：朱翊鐳[3]

### 女
- 庶長女：南屏郡君，儀賓張應鍾
- 庶次女：淞江郡君，儀賓關文輝
- 庶三女：未報於朝廷，嫁楊祖慧[4]

## 墓葬
隆慶元年正月十四日（1567年2月22日），朱載址與元配吳氏合葬于江西饒州府鄱陽縣龍口山之陽（今江西省鄱阳县白沙洲乡胡赵村）。

皇明淮藩永豐王長子東陽殿下暨配夫人吳氏合葬墓誌銘

　　奉　議　大　夫　淮　府　長　史　司　右　長　史　前　知　晉　州　事　南　海　亦　川　周　懋　德　篆

　　將　仕　佐　郎　淮　府　永　豐　王　教　授　前　霍　丘　縣　教　諭　歸　善　卜　巖　吳　　　相　書

　　朝　　列　　大　　夫　　宗　　人　　府　　儀　　賔　　東　　吳　　錫　　山　菊　泉　楊　應　春　撰

　　嘉靖乙丑秋七月十有七日，永豐王長子東陽君諱載址以疾卒于正寢，其子王長孫毅齋翊鈠既具䟽訃于

　朝矣。越二年丁卯春正月十四日，爰擇鄱陽縣龍口山之陽創為幽宫，奉東陽君之柩合嫡母吳夫人而葬焉，

制也。蓍從龜從，襄事有期。毅齋一日先之，以幣帛䟽絰稽首再拜，泣謂楊子應春曰：「不肖孤獲戾昊穹，先君奄棄祿養。兹得吉兆，勉

　　襄大事。惟先君墓石，敢以瀆吾丈。」應春曰：「嗟乎！東陽君，

有明之賢藩也。毅齋，永豐之孝子也。吾聞孝子之欲顯其親于天下，必思所以立身揚名而後可，奚以墓石為哉？盖誌墓，非古也。孝

　　子之欲誌其親之懿德，垂諸貞珉而不朽，必將托諸立言君子之名筆而後可，奚以不肖為哉？盖無徵不信也。雖然，吾嘗銘東

　　陽君之弟竹居君矣。雖欲勿銘，惡得而勿銘？」謹按：

　　永豐郡藩之始祖曰恭和王，恭和為

　淮始祖靜王之叔子，其所自出則

仁宗昭皇也。二世為永豐懷順王，三世為榮和王，四世為安僖。安僖王，永豐十有七年，嘉靖四十一年壬戌，壽躋七袠。

聖天子以蓍德宗臣，特　敕大行王，以纁氏存問，賚以禮幣。

天章輝煌，光動山岳。時安僖甫聞　命，未及拜　賜而薨。東陽君實為安僖之冢子，以庶長，故乃先授封輔國將軍。嘉靖丙午，加封

　　鎮國將軍。君嫡母方夫人先安僖卒，例得進封長子。君猶逡巡謙抑，若有待而不敢當嫡者久之。安僖迨六十，遵

祖訓請老，以君代行禮儀，聽繼王爵。既拜

俞命，則又益恭謹祗畏，若弗克勝主器者。君有異母弟二，曰竹居、芸居，俱鎮國將軍，以孝友稱。君極相友愛，庭無間言。先是，安僖進

　　嗣王爵，君與二季迭為酒燕娛親，名曰彝倫會，會必極水陸之珍。日召致應春偕陳子邦謨侍食，管絃音響相續，夜分始罷，明

　　日復如之。若是者，十五六年。中遭二弟之變，而君獨事安僖者如初，有隆無替。君性沉黙有容，其言若訥訥不出口，而時復

　　警敏億見，出人意表。視膳之餘，每寄興詩書，寓情花卉，他無所嗜也。安僖疾，君不觧帶而侍者越旬，憂形于色，行不能正履。迎

　　醫至，輙匍匐拜之，抆淚嘗藥。及安僖薨，哀毀踰禮，躬親苫塊，面墨形瘠。鄉大夫來弔安僖者，必破格答拜，士論翕然賢之。前此，

　　宗室患多育女，或有不舉者。君曰：「舉而奏報，大糜祿給。方今　天派日繁，如吾民何？不舉，將戕賊天性，奚忍哉？予舉而弗報，笄

　　而歸諸士人，蔑不可矣。」於是，舉其季女而不報。女三齡，安僖王曰：「汝不報季女，誠是也。吾舘甥楊子有仲子曰祖慧，吾欲以若

　　女歸之，且以締世好，何如？」君應曰：「兒初心也。謹奉命。」後此，宗女舉而不報者相繼，盖藉君作始也。君識見出人者類此。君生于

　　正德丁丑十一月二十九日，享年四十有九。娶夫人南昌吳靜女吳氏，幽閑淑慎，內外宜之，年三十二歲蚤卒，無出。子男二：長

　　即輔國毅齋，側夫人林氏出，具奏改封長孫，終制則請繼祖爵矣，娶夫人蕭氏；次四哥，未名，側夫人陳氏出。女三：長封南屏郡

　　君，適儀賔張應鍾；次封淞江郡君，聘庫大使關允楫子關文輝，未字。俱側夫人陳氏出。季出側夫人張，即歸吾兒祖慧者也。孫

　　男一，蕭夫人嫡生，未名。嗟夫！予與君為姻兄弟者三十五年，見其骨清氣完，神藏目彩。逾耄望耋之年，可坐而致，孰謂僅止于

　　斯耶？使更假之以朞歲，則

錫命受服，端冕而王矣。嗚呼悲哉！夫嘉禾之難植而易稿，蔓草薙而盖繁，麟鳳不世有而梟虺盈野，為善者不必考終，暴戾之徒徃

　　徃老死黄馘。顧天若是懵懂而爽，其常與善人之道哉？抑亦有數焉爾矣？夫與其蔓草、梟虺而生，無寧為嘉禾、蔓草之稿且死

　　也。世必有辨之者，予復何言？　銘曰：　　猗嗟東陽，惟翰之良。主鬯承祧，指日可王。父子昆弟，孝友一堂。以養以嬉，綵衣趨蹌。

　　日征月邁，斯樂未央。忻戚相禪，晝夜之常。胡弗黄耈，溘焉以亡？知與不知，孰不盡傷？龍山之原，宰木蒼蒼。環以洙湖，揖以崇岡。

　　恭和高祖，寢園相望。窀穸于兹，卜曰允臧。思齊夫人，同此玉藏。母儀右國，德厚流光。宜爾來胤，長發厥祥。食采永豐，百世其昌。

　　嘉靖四十六年正月十四日，孝男王長孫翊鈠泣血稽顙立石。　是年隆慶改元。　　　　　　　　　　　鄱邑吳廷栢鐫。